# Värdemängd

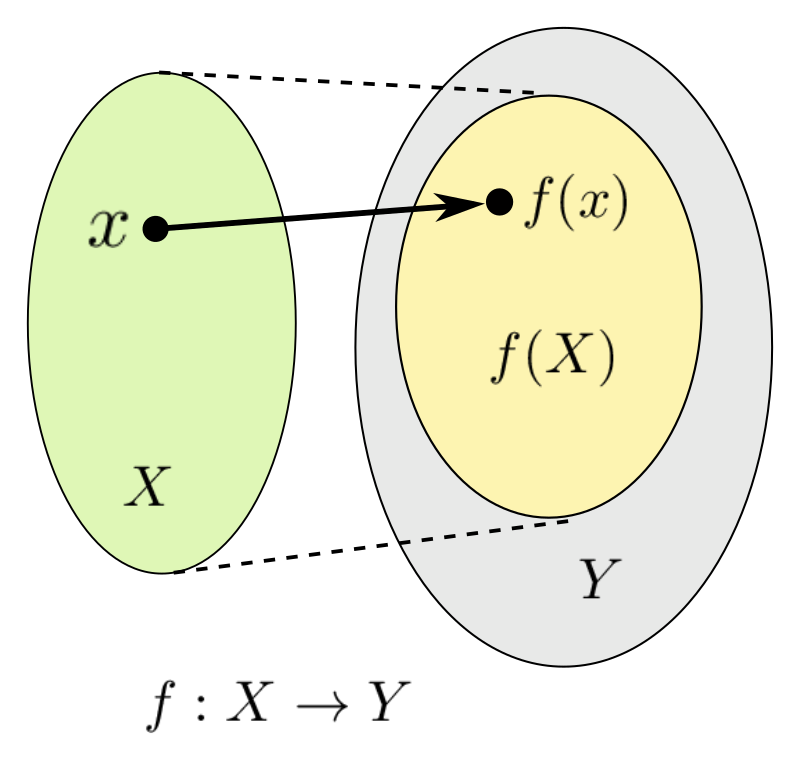
En funktion f med definitionsmängd (grön), värdemängd (gul) och målmängd (grå)

En värdemängd (ibland även bildmängd) är inom matematiken mängden av alla värden en funktion (avbildning) kan anta. Det vill säga, givet en funktion {\displaystyle f:X\to Y} från mängden X till mängden Y så är 
{\displaystyle f(X)=\{f(x):x\in X\}}
värdemängden till f. Observera att värdemängden till f inte nödvändigtvis är samma sak som målmängden Y, utan begränsas till de värden som f kan anta; värdemängden är alltså en delmängd av Y.
För en funktion {\displaystyle f:X\to Y} definieras urbilden av en delmängd B till Y, eller för ett element b i Y, som mängderna
{\displaystyle f^{-1}(B)=\{x\in X:f(x)\in B\}}
{\displaystyle f^{-1}(b)=\{x\in X:f(x)=b\}}
{\displaystyle f^{-1}} skall här inte tolkas som funktionsinversen av f.

## Exempel
Funktionen
{\displaystyle f(x)=x^{2}}
har de reella talen som definitionsområde. Då f inte kan anta ett negativt värde är värdemängden till f mängden av alla reella tal som är större än eller lika med noll, det vill säga f(x) ≥ 0 för alla reella tal x.
Funktionen 
{\displaystyle g(x)=x^{3}}
är också definierad över de reella talen. I detta fall kan g anta vilket reellt tal som helst och har därför mängden av alla reella tal som värdemängd.